# Lestes malaisei
Lestes malaisei – gatunek ważki z rodziny pałątkowatych (Lestidae). Opisał go Erich Schmidt w 1964 roku. Znany tylko z okazów typowych – 6 samców odłowionych w 1934 roku w Kambaiti w stanie Kaczin w północno-wschodniej Mjanmie. Okazy te odłowił szwedzki entomolog René Malaise, na którego cześć gatunek został nazwany.